# Star Wars: Knights of the Old Republic
Star Wars: Knights of the Old Republic (KotOR) er et rollespil, der finder sted i Star Wars-universet. Spillet blev udgivet til Xbox, pc og mac. Spillet blev udviklet af Bioware, og udgivet af LucasArts. KotOR var det første rollespil, der fandt sted i Star Wars-universet. Spillet gav også mulighed for at vælge både mellem at være god og ond. Spillet er det mest kritikerroste Star Wars-spil nogensinde.

## Historien
KotOR finder sted i Star Wars-universet 4000 år før filmene. Historien begynder med at rumskibet, Endar Spire, bliver bombarderet af fjendtlige Sithrumskibe. Rumskibet er totalsmadret og spilleren og Carth Onasi er tvunget til at rejse med det sidste redningsskib ned på planeten Taris. Førsteprioritet er at finde Bastila Shan, en ung jedi, som var med om bord på Endar Spire. Spilleren rejser herefter rundt på Taris og finder ud af, at Bastilla er blevet fanget af en bande fra de såkaldte Swoop Gangs, der hærger de lavere regioner af Taris. Bastilla er nemlig blevet sat som første præmie til det næste Swoop-race stævne. Spilleren allierer sig derfor med en af banderne, Hidden Beks, for at kunne vinde præmien og befri den unge jedi. Hidden Beks har udviklet en motor, der gør ens swoop-ræser hurtigere, men banden Black Vulkars har stjålet og det er op til spilleren at finde den. I sin søgen efter motoren for spilleren hjælp af den 14-årige Mission Vao og wookien Zaalbar, der hjælper spilleren ind i Black Vulkar-basen. Spilleren får fat på motoren og returnerer den (alternativt kan man også vælge at slutte sig til Black Vulkars) og får lov til at deltage i det kommende løb. Da spilleren vinder løbet, får han dog ikke præmien udleveret. Lederen af Black Vulkars vil ikke uddele præmien og det ender med kamp, hvor spilleren får befriet Bastilla. Med Bastilla befriet forsøger spilleren sammen med sine kammerater at finde en vej væk fra planeten, der er blevet sat i karantæne af Sith-Imperiet. Det lykkedes ved hjælp af Canderous Ordo, en mandaloriansk lejesoldat, at få fat i et skib, Ebon Hawk, samt adgangskoder til at komme forbi Sith blokaden. De sætter derefter en kurs mod planeten Dantooine, et forholdsvis fredfyldt sted med et Jedi Akademi. Ved ankomsten bliver spilleren sat til at være en potentiel Jedi kandidat og kort tid efter begynder spillerens jeditræning. Efter spilleren bliver til en Jedi bliver han/hende sat til efterforske nogle ruiner, der har potentiel forbindelse til Darth Revans og Darth Malaks fald til den mørke side. I ruinerne finder spilleren sammen med Bastilla en mystisk droid, der påstår at den er lavet af nogle gamle væsner kaldet Builders fra det såkaldte Infinite Empire. Den tester dem for at se om de er værdie til at gå ind i hovedkammeret. De består testen og finde et mystisk stjernekort, der delvis viser vej til det mystiske Star Forge. Det fundne stjernekort er dog ikke fuldendt, men viser andre planeter, hvor der er flere kort: Tatooine, Kashyyyk, Manaan og Korriban I samråd med jedirådet bliver det herefter spillerens topprioritet at finde disse stjernekort for til sammen at kunne finde det mystiske Star Forge, som Revan og Malak ledte efter. Spilleren drager derfor med Bastilla Shan, Carth Onasi, Canderous Ordo, Mission Vao, Zaalbar og droiden T3-M4 til de forskellige planeter. Undervejs slutter droiden HK-47 og jedien Jolee Bindo til dem. Sith fyrsten Darth Malak er dog stadig på jagt efter Bastilla Shan og hendes Battle Meditation-evner. Han sender derfor først dusørjægeren Calo Nord, som spilleren mødte på Taris, efter heltegruppen. Han fejler dog og Malak beslutter sig for at sende sin egen lærling, Darth Bandon af sted.

## Steder og personer
Planeter man besøger:
- Dantooine
- Kashyyyk
- Korriban
- Manaan
- Rakata Prime
- Taris
- Tatooine

Spilleren besøger også en lang række andre steder:
- Ebon Hawk
- Endar Spire
- Malak's Leviathan
- Star Forge
- Yavin Spacestation (kun PC versionen. Men kan downloades igennem Xbox Live.)

Igennem spillet får spilleren en hel del spillere med på sit hold:
- Bastila Shan
- Carth Onasi
- Canderous Ordo
- Darth Revan (spilleren selv)
- HK-47
- Jolee Bindo
- Juhani
- Mission Vao
- T3-M4
- Trask Ulgo (midlertidig holdmedlem)
- Zaalbar

Andre personer man møder i løbet af spillets forløb:
- Ajunta Pall
- Bendak Starkiller
- Calo Nord
- Darth Bandon
- Darth Malak
- Davik Kang
- Uthar Wynn
- Yuthura Ban

## Efterfølgeren
Efterfølgeren Star Wars: Knights of the Old Republic II – The Sith Lords blev udviklet af et andet firma end Bioware, nemlig Obsidian Entertainment. KotOR II blev udgivet til Xbox december 2004 og til pc februar 2005.